# Лорды — члены Комитета Адмиралтейства

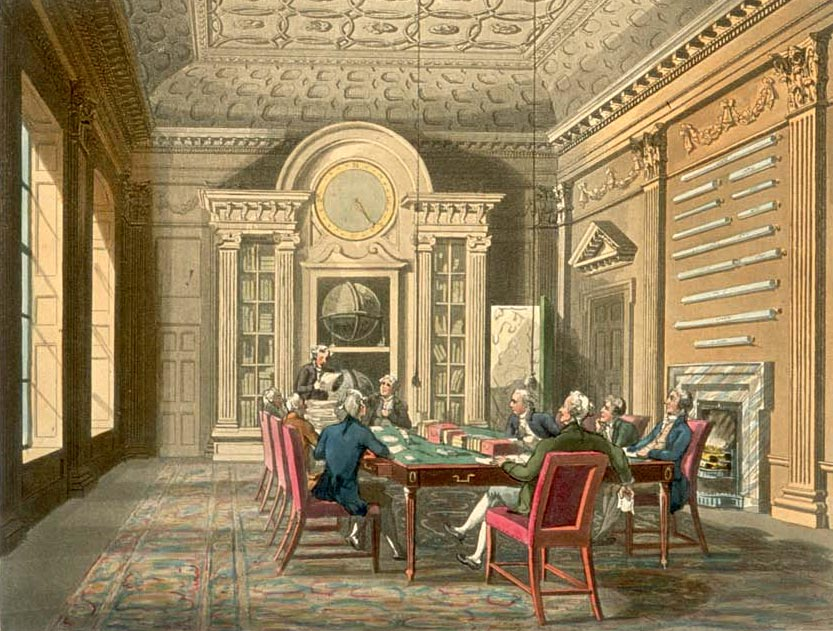
Заседание Адмиралтейского комитета, ок. 1808

Комитет Адмиралтейства (англ. Board of Admiralty) и составлявшие его лорды — члены Комитета Адмиралтейства (также — лорды-заседатели, англ. Lords Commissioners of the Admiralty) — коллективный орган по исполнению обязанностей Лорда верховного адмирала, до 1964 года отвечавший за руководство британским Адмиралтейством — органом управления Королевским военно-морским флотом Великобритании.
Комитет возглавлял председатель — Первый лорд Адмиралтейства (англ. First Lord of the Admiralty), также именовавшийся Первый лорд-заседатель Адмиралтейства (англ. First Lord Commissioner of the Admiralty), который был членом Кабинета министров.

## История
Должность лорда-адмирала была создана для управления Королевским флотом примерно в 1400 году. Лорд верховный адмирал являлся одним из высших сановников государства и возглавлял Адмиралтейство. Требуемые должностью обязанности могли исполняться одним человеком (что происходило до 1628 года), напрямую Короной (что было в промежутки 1684—1689 и 1964—2011), либо Комитетом Адмиралтейства.
Официально именуемые Члены комитета по исполнению обязанностей Лорда Верховного Адмирала Соединённого королевства Великобритании и Северной Ирландии и пр. (англ. Commissioners for Exercising the Office of Lord High Admiral of the United Kingdom of Great Britain and Northern Ireland &c., в зависимости от исторического периода окончание могло меняться — «Англии», «Великобритании», «Соединённого королевства Великобритании и Ирландии»), Лорды — члены Комитета Адмиралтейства существовали только тогда, когда должность Верховного Лорд-Адмирала была коллегиальной, то есть её занимал не один человек, а специальная комиссия. В те периоды, когда эту должность занимал один человек, при нём действовал Совет Лорда Верховного Адмирала (англ. Council of the Lord High Admiral), который помогал Лорду Верховному Адмиралу и по сути выполнял многие из обязанностей Комитета Адмиралтейства (англ. Board of Admiralty).
После того, как исполнявший обязанности Лорда Верховного Адмирала герцог Йоркский, являвшийся католиком, был отстранён от должности в соответствии с «Актом о присяге» 1673 года, был составлен Комитет, в который входило от 12 до 16 членов Тайного совета, не получавших жалования от флота. В 1679 порядок был изменён, число членов Комитета было снижено до семи, им было назначено жалование, и они не обязательно были членами Тайного совета. Так было (за исключением периодов 1702—1709 и 1827—1828 годов, когда назначался один Лорд-адмирал) вплоть до слияния Адмиралтейства с Министерством обороны в 1964 году.

## Состав
Комитет Адмиралтейства обычно состоял из Морских лордов (то есть действующих адмиралов; англ. Naval Lords или англ. Sea Lords) и Гражданских лордов (то есть политиков; англ. Civil Lords).
Начиная с 1831 года, Адмиралтейству подчинялся также административный орган — Военно-морской комитет (англ. Navy Board), с его подкомитетами: Комитетом снабжения (англ. Victualling Board) и Комитетом по больным и раненым (англ. Sick and Hurt Board). До 1756 и после 1794 года существовал также Транспортный комитет (англ. Transport Board). Особняком стоял Комитет по вооружениям (англ. Ordinance Board), работавший в интересах как флота, так и армии. Структура подчинения менялась, и в разные времена членство в Адмиралтейском комитете могло автоматически давать — или не давать — членство в Военно-морском комитете.
Только часть лордов-заседателей были профессионалами, остальные получали посты как члены правящей партии, в обмен на политическую поддержку. Поэтому от них и не ожидали бо́льшего участия, чем подписывать проходящие через их кабинеты бумаги (все официальное делопроизводство велось в 3-х экземплярах). Так, при министерстве лорда Норта, в период Американской Войны за независимость, только два из семи членов комитета были моряками. При подобной бюрократии тем более важны были энергичные председатели и знающие дело секретари, которые часто вели всю текущую работу. Например, председатель Военно-морского комитета с 1778 по 1780 год Чарльз Миддлтон, ко времени Трафальгара сам стал Первым лордом.
Председатель комитета — Первый лорд Адмиралтейства, официально Председатель комитета заседателей для исполнения обязанностей Лорда верховного адмирала (англ. President of the Board of Commissioners for Exercising the Office of Lord High Admiral) — являлся членом Кабинета. После 1806 года Первым лордом Адмиралтейства всегда было гражданское лицо — политик, как и Гражданский лорд (англ. Civil Lord), отвечающий за строительство инфраструктуры и являющийся министром, не входящим в Кабинет. Четыре «морских лорда» являются профессиональными военными моряками в адмиральском звании; возглавлявший флот адмирал называется Первый морской лорд, обычно в звании Адмирал флота. Начиная с 1805 года за различными Морскими лордами закрепились специфические обязанности, и также Комитет лордов периодически вводились заместители морских лордов и гражданские служащие. В 1940—1946 году состав Комитета Адмиралтейства был наиболее многочисленным и включал следующие должности:
- Первый Лорд Адмиралтейства
- Первый морской лорд и начальник Военно-морского штаба
  - Заместитель первого морского лорда (1942—1946)
  - Заместитель начальника Военно-морского штаба — разведка, оперативная работа, навигационная служба (с 1924)
  - Заместители начальника военно-морского штаба по закупкам, иностранным сношениям, внутренним делам, вооружению (1942—1946)
- Второй морской лорд и начальник кадровой службы флота
- Третий морской лорд и контролёр флота
  - Заместители контролёра — исследования, научно-технические разработки, строительство и ремонт
- Контролёр по строительству и ремонту торговых судов (1940—1946)
- Четвёртый морской лорд и начальник службы снабжения
- Гражданский лорд и начальник Строительной службы
- Пятый морской лорд и начальник Воздушных сил флота (1917—1965)
- Парламентский и финансовый секретарь — контракты и закупки (c 1929)
- Постоянный секретарь — все департаменты и отделы Секретариата, Военный архив (с 1924)

Кворум Комитета состоял из двух лордов и секретаря.

## Обращение
Общим титулом для Лордов — членов Комитета Адмиралтейства был «Достопочтенные Лорды — члены Комитета Адмиралтейства» (англ. The Right Honourable the Lords Commissioners of the Admiralty), однако часто использовались такие краткие формы, как «Их Лордства» (англ. Their Lordships) или «мои Лорды — члены Комитета Адмиралтейства» (англ. My Lords Commissioners of the Admiralty). В качестве неформального краткого названия использовалось «Лорды Адмиралтейства» (англ. The Lords of the Admiralty).
К отдельным членам комитета титулование «лорд» не применялось, если только они не были пэрами (как, например, лорд Сандвич).

## Ликвидация
С ликвидацией самостоятельности Адмиралтейства и его слиянием с Министерством обороны в 1964 году контроль над военно-морским флотом перешёл к Совету обороны Соединённого королевства (англ. Defence Council of the United Kingdom), куда Адмиралтейский комитет (англ. Admiralty Board) входит наряду с комитетами других видов вооружённых сил — Армии и Королевских ВВС.
В Совете обороны председательствует Министр обороны Великобритании, он же является по совместительству председателем всех трёх подчинённых комитетов, а должность Первого лорда Адмиралтейства перестала существовать, однако Первый, Второй и Третий Морские лорды всё ещё существуют. Современный Адмиралтейский комитет собирается в полном составе только дважды в год. Он состоит из двух неравных частей: министры-политики с одной стороны и прочие члены, флотские и гражданские профессионалы, в том числе Морские лорды, с другой. Они-то и образуют внутри Адмиралтейского комитета новый Военно-морской комитет (англ. Navy Board), который занимается повседневной деятельностью флота.
Титул Верховного лорда-адмирала в 1964 году вернулся к Короне; в 2011 году королева Елизавета II присвоила его герцогу Эдинбургскому, после его смерти в 2021 году титул вернулся короне.